# Vera Baboun
Vera George Ghattas Baboun —en àrab فيرا جورج موسى بابون, Fīrā Jūrj Mūsà Bābūn— (Betlem, 6 d'octubre de 1963) és una política palestina. Va ser alcaldessa de la ciutat de Betlem entre octubre de 2012 i maig de 2017, esdevenint la primera dona en ocupar el càrrec.
Baboun té un màster en literatura afroamericana. Va exercir com a directora de l'escola secundària catòlica en el suburbi de Beit Sahour i com a catedràtica de literatura anglesa a la Universitat de Betlem durant 21 anys, on també era degana d'assumptes estudiantils. És presidenta de la Junta Directiva del Centre d'Orientació i Capacitació per a la Família i els Nens i investigadora d'estudis de gènere que estudia el paper de la tecnologia de la informació en l'apoderament de les dones al món àrab. Quan va ser escollida com a alcaldessa estava fent un doctorat en literatura de dones àrabs-estatunidenques.
Per a les eleccions locals de 2012, Baboun va liderar el bloc d'Independència i Desenvolupament, format per 12 musulmans i cristians del moviment Fatah, per millorar els serveis i promoure el potencial turístic de Betlem. El bloc, que va ser descrit com a format per professionals i tecnòcrates per Al-Ghad, va guanyar les eleccions el 20 d'octubre de 2012 i Baboun va ser triada oficialment com a alcaldessa en una sessió tancada del Consell Municipal de Betlem pels nou membres del consell del bloc que van ser triats popularment. Els seus oponents van obtenir sis escons.
Com a alcaldessa, Baboun va presidir una ciutat amb la desocupació més alta a Cisjordània, amb un canvi demogràfic, a causa de la retirada de població cristiana. Cità la presència del Mur de Cisjordània i els assentaments israelians com a obstacles per al creixement restringint el moviment de persones, idees i béns. Va declarar la seva intenció d'intentar detenir el flux de l'emigració creant oportunitats d'ocupació per als joves. També esperà recuperar el suport internacional perdut arrel que Hamàs estava en el poder. El diari alemany Die Welt la va ressaltat pels seus ulls verds i la seva personalitat.